# Théorie cellulaire
 (octobre 2019).
Si vous disposez d'ouvrages ou d'articles de référence ou si vous connaissez des sites web de qualité traitant du thème abordé ici, merci de compléter l'article en donnant les références utiles à sa vérifiabilité et en les liant à la section « Notes et références ».
La théorie cellulaire est la théorie centrale et principale de la biologie cellulaire et le fondement le plus reconnu de la biologie en général. Elle a été alimentée par beaucoup d'expériences réalisées depuis le XVIIe siècle.
La théorie cellulaire est constituée de trois principes, qui peuvent être résumés comme suit : la cellule est l'unité structurale, l'unité fonctionnelle et l'unité reproductrice du Vivant

## Dates historiques

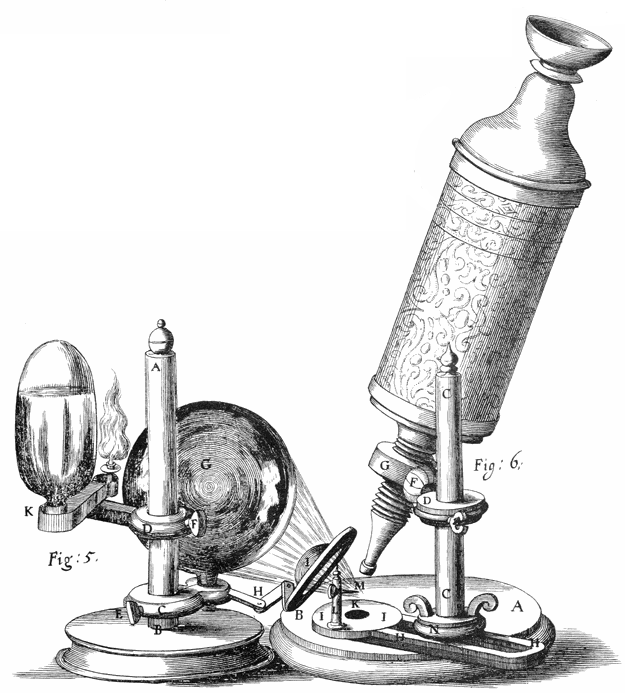
Le microscope de Hooke.

1665 : On attribue à Robert Hooke la première description d'une cellule biologique faite à partir de l'observation de végétaux. Hooke décrit en 1665 un œil de mouche et une cellule de liège (dans « Observation XVIII » de Micrographia), qui sont des cellules mortes, vidées de leur contenu. Il est le premier à utiliser le mot « cellule » en 1667 dans son ouvrage Micrographia.
1675 : Antoni van Leeuwenhoek (1632-1723), grâce à ses améliorations du microscope, observe et fait une description détaillée de cellules vivantes.
1838 : avec le botaniste Matthias Jakob Schleiden et le zoologiste Theodor Schwann, la notion de cellule prend toute son ampleur : « la cellule est l’unité structurale et fonctionnelle des plantes et des animaux »[réf. nécessaire]. Leurs observations du matériel vivant les conduisent à énoncer que « tous les organismes sont faits de petites unités : les cellules ». C'est le premier axiome de la théorie cellulaire[réf. souhaitée].
En 1855, le médecin allemand Rudolf Virchow suggère que toute cellule provient d'une autre cellule. C'est le deuxième axiome de la théorie cellulaire[réf. souhaitée].
En 1861, Louis Pasteur, en démontrant que la théorie de la génération spontanée d'Aristote est erronée, va dans ce sens.

## Théorie cellulaire
- Tous les êtres vivants sont constitués d'une ou plusieurs cellules (ce qui définit les êtres vivants et exclut les virus de cette catégorie).
- Toute cellule provient d'une autre cellule par division cellulaire.
- La cellule est une unité vivante et l'unité de base du vivant, c'est-à-dire qu'une cellule est une entité plus ou moins autonome capable de réaliser certaines fonctions nécessaires et suffisantes à sa vie ; il est possible par exemple de cultiver des cellules in vitro en leur apportant les nutriments et le milieu convenable.
- Il y a individualité cellulaire grâce à la membrane plasmique qui règle les échanges entre la cellule et son environnement.
- La cellule renferme sous forme d'ADN l'information nécessaire à son fonctionnement et à sa reproduction. L'ADN peut être sous forme libre (procaryotes) ou stocké (eucaryotes) dans une structure particulière : les chromosomes réunis dans le noyau.

Ces cinq points peuvent être résumés comme suit : la cellule est l'unité structurale, l'unité fonctionnelle et l'unité reproductrice.

## Fonctions communes
- Toute cellule possède de l'information génétique sous forme d'ADN qui par divers processus s'exprime sous d'autres formes (ARN, protéines, ribosomes…) qui influencent son fonctionnement. Cela cause entre autres le phénomène de différenciation cellulaire.
- Toutes les cellules peuvent se diviser (voir mitose).
- Les cellules acquièrent et utilisent l'énergie grâce au métabolisme cellulaire (photosynthèse, glycolyse, respiration).
- Les cellules mettent en œuvre des forces mécaniques permettant la cohésion, le maintien, et la transformation des tissus lorsqu'elles s'associent.

## Fonctions spécifiques
Les cellules répondent à des stimuli par la mise en œuvre de fonctions spécifiques : stockage de macromolécules (amidon…), contraction musculaire, conduction nerveuse, sécrétion endocrine et exocrine, photosynthèse, fonctions immunitaires…